# Ikarus 260T
A BKV Ikarus 260T trolibusza az első 200-as sorozatú Ikarus karosszériával épült magyar fejlesztésű trolibusz. 1974-ben készült el, a járműbe egy ZiU–5 berendezéseit építették be, a BKV és az Ikarus közös fejlesztése volt. Pályaszáma 600-as lett.
A trolit 1975. január 27-én helyezték üzembe eredeti szovjet export fényezésű sárga-krémszín festéssel, utasokat február 2-ától szállított. 1976. június 16-án pirosra festették. Sorozatgyártásra nem került. Az egyedi jármű minden trolivonalon megfordult, utoljára a 72-esen. 1995. augusztus 11-én selejtezték, majd félreállították a Zách utcai telepen, azonban leromlott vázállapota miatt elbontották, végül a DZE-801-es rendszámú autóbuszból építettek replikát. A kocsi a BKV nosztalgiaállományát képzi, különböző nosztalgiamenetek alkalmával utasokat is szállít.
A második példány Ganz-berendezéssel készült, NDK exportra. A járművet a lipcsei vásáron is bemutatták. A troli Weimarban közlekedett, majd 1995-ben visszakerült Magyarországra, ahol szétvágták.
A trolibusz-közlekedés 75. évfordulója alkalmából, 2008. október 11-én a Stadionok és a trolitelep közt közlekedett az Ikarus 260T.
2007-től 2017-ig Észak-Koreában is közlekedtek 260-as trolik Chollima (Cshollima) 951 (천리마 951) néven, ám azok dízelbuszokból lettek átalakítva.

## Képgaléria

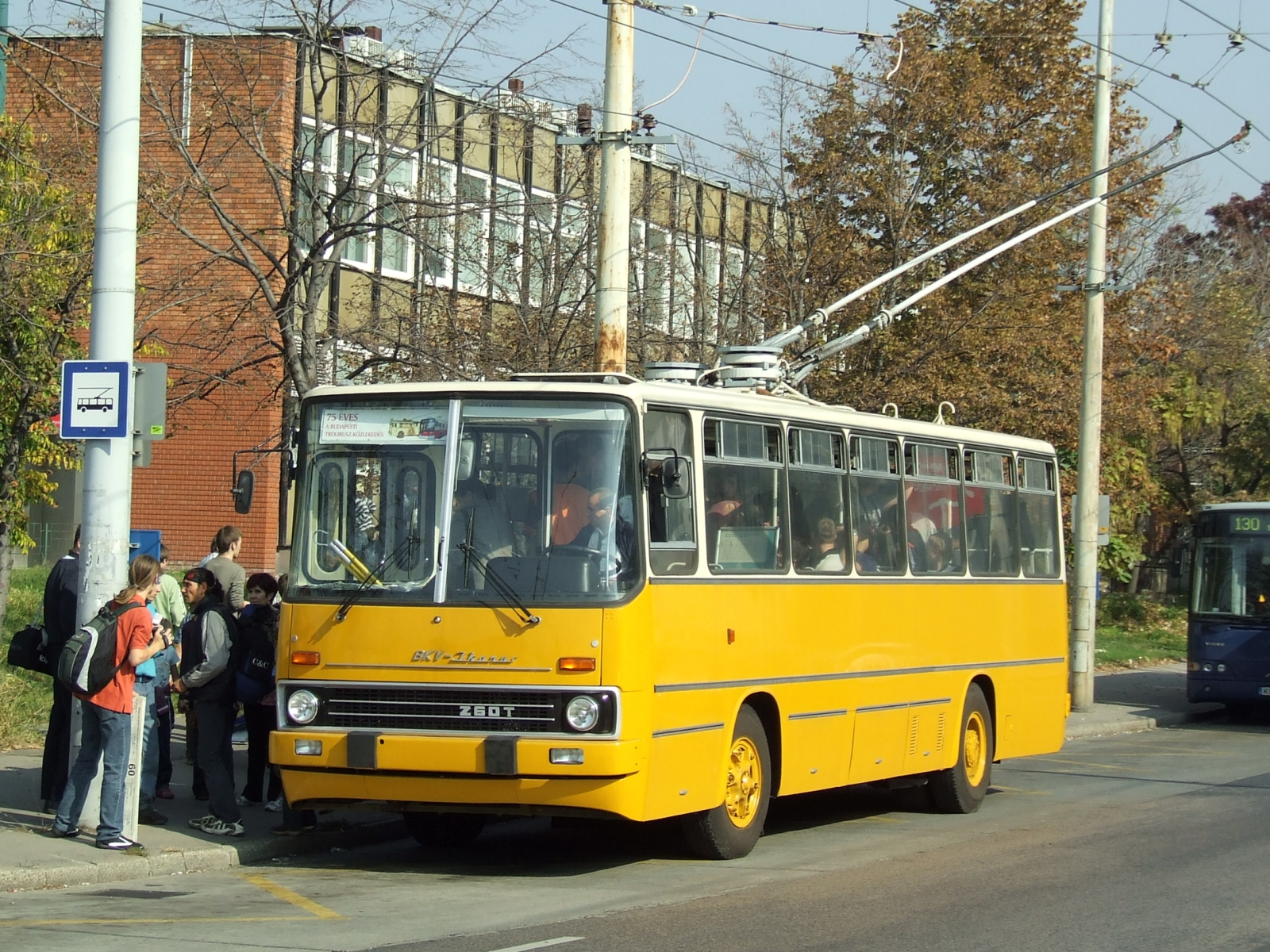
A 600-as nosztalgiatroli 2008-ban
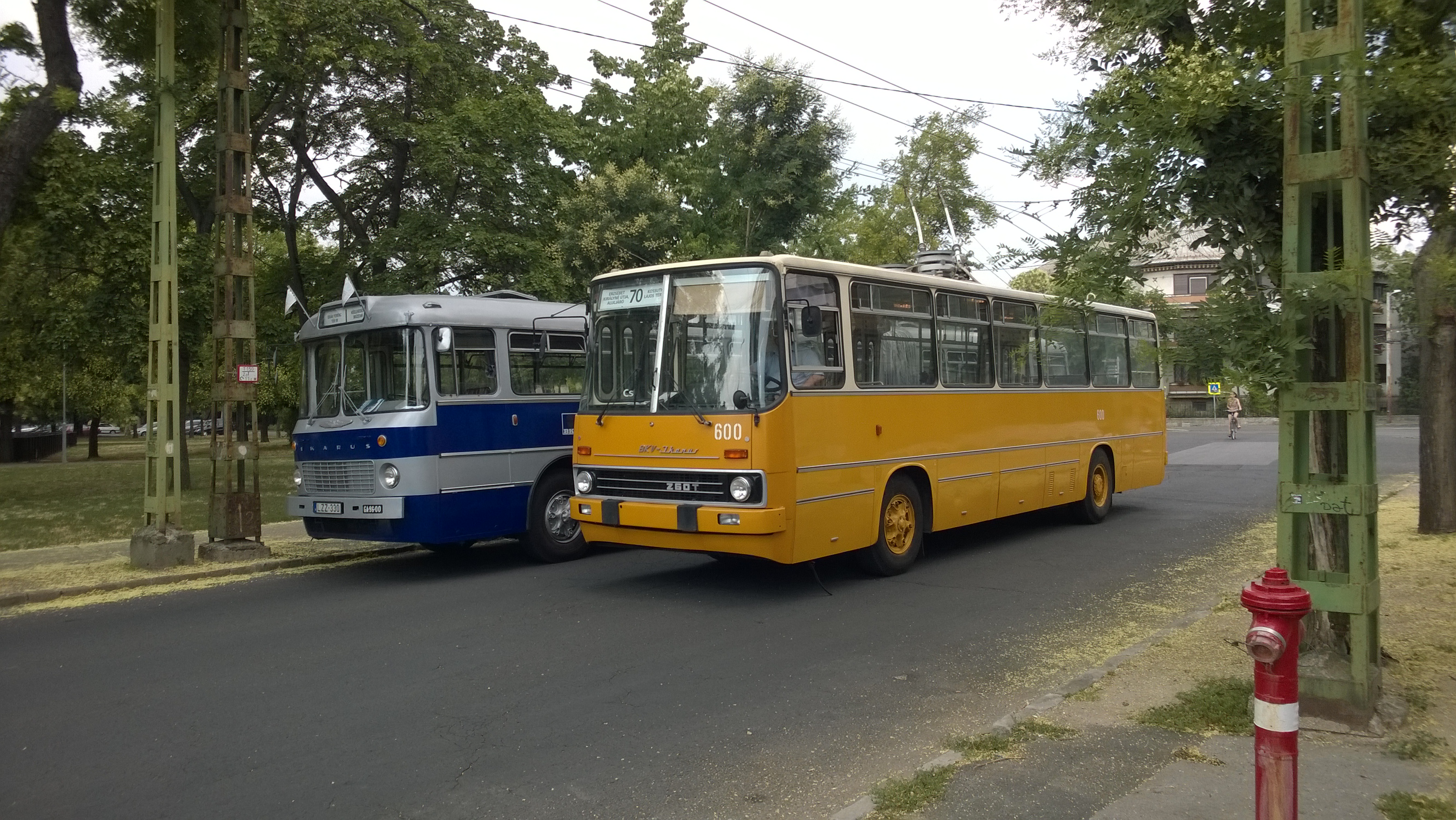
A 600-as troli 70-esre…
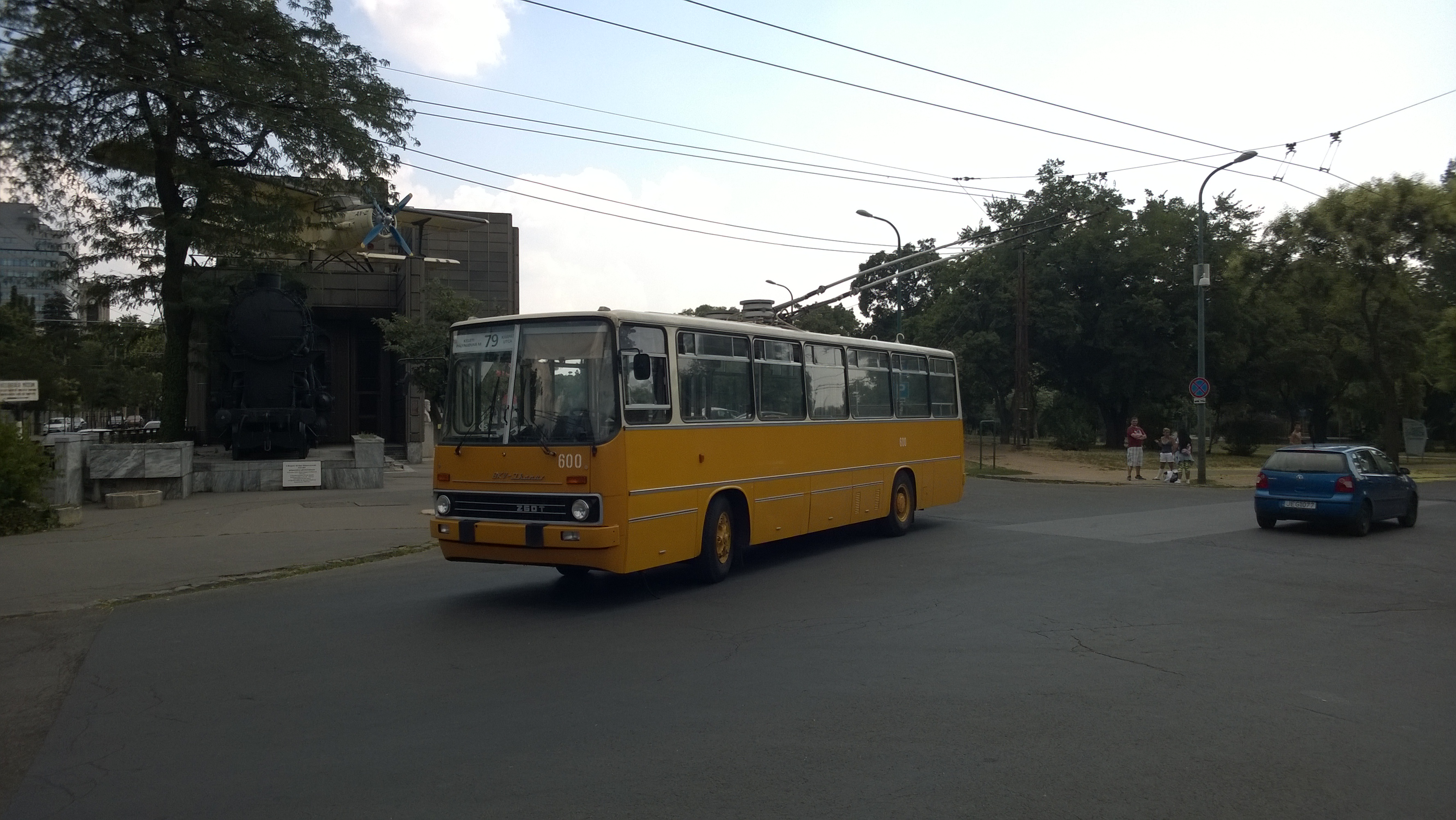
és 79-esre táblázva a Városligetben, 2015-ben
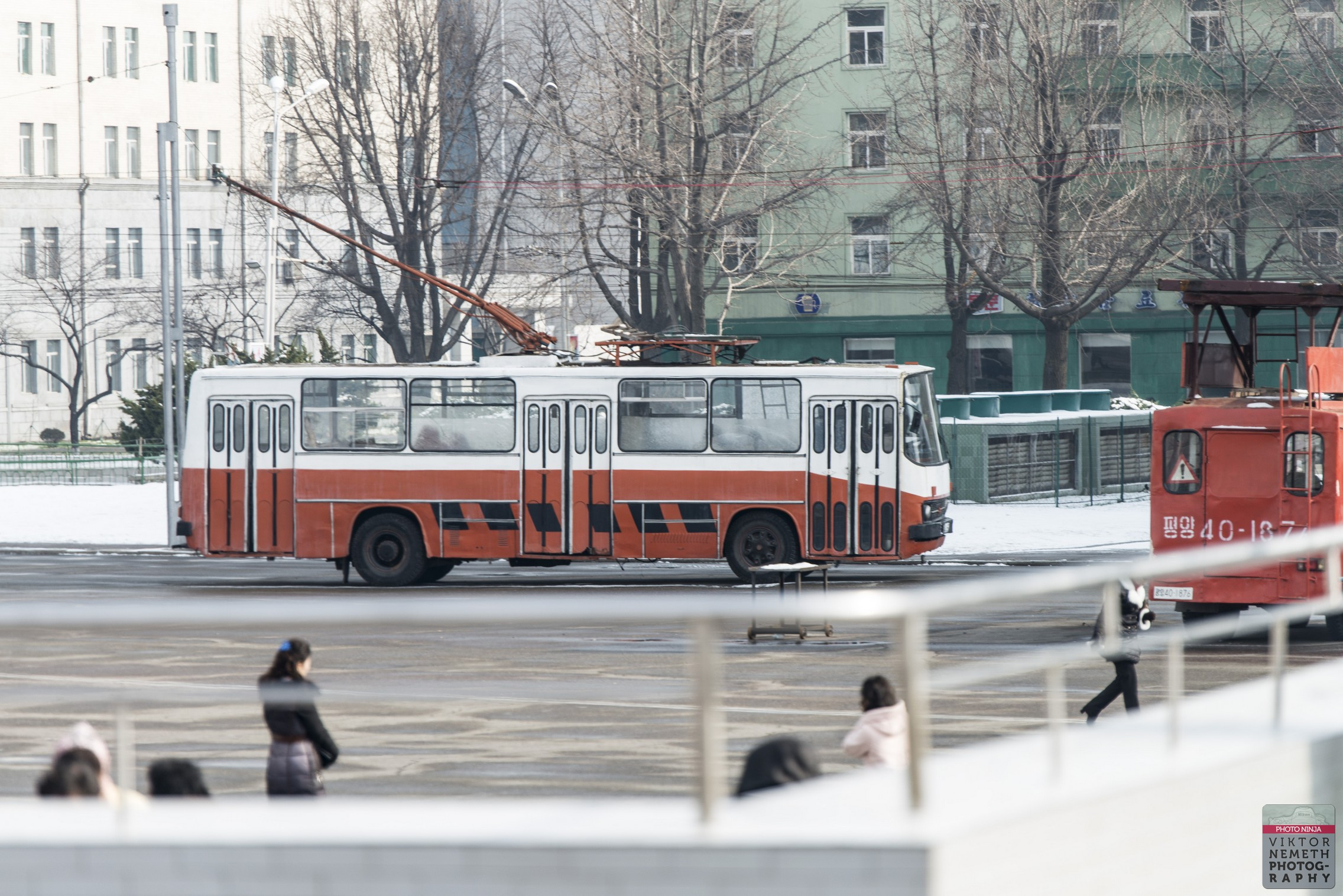
Egy 260-asból átalakított troli Phenjanban